# Vach Lewis
Vach "Cyclone" Lewis, vero nome Samuel Pristrich (... – Coney Island, 14 maggio 1908), è stato un wrestler e criminale statunitense.

## Biografia
Prima di entrare negli Eastmans Gang, lavorava nei luna park di Coney Island. Era molto conosciuto in quell'ambiente poiché negli spettacoli piegava barre di ferro attorno al suo collo e alle sue braccia. Dopo l'arresto di Monk Eastman, avvenuto nel 1904, Lewis divenne il braccio destro di Max Zweifach detto Kid Twist, il nuovo capobanda. Proprio su ordine di quest'ultimo eliminò, all'interno di una sala da gioco un boss, appartenente alla rivale Five Points Gang, davanti a una ventina di giocatori. Il 14 maggio 1908 il pointer Louis Pioggi innamorato dell'amante di Kid Twist, tentò di uccidere il rivale in amore, ma venne prontamente bloccato e lanciato dalla finestra del secondo piano del saloon di Zweifach da Vach Lewis. Più tardi Pioggi, desideroso di vendetta, uccise Max Zweifach e Vach Lewis che erano usciti dal saloon per andare ad un appuntamento con Carrol Terry, l'amante di Kid Twist.